# フタル酸ジイソノニル
フタル酸ジイソノニル（フタルさんジイソノニル､Diisononyl Phthalate）は化学式C6H4(COOC9H19)2の有機化合物である。略号はDINP。消防法に定める第4類危険物 第4石油類に該当する。
無色透明の液体で、イソノナノールと無水フタル酸のエステル化により製造される。
理想的な汎用の可塑剤としての特性を持ち、DOP（DEHP）に次ぐ生産量となっている。
内分泌攪乱作用の懸念から、ヨーロッパ、アメリカ、中国、日本では玩具や育児用品への使用が規制されている。